# Warrior Of Ice
Warrior Of Ice es el primer demo de la banda finlandesa de power metal Celesty.

## Canciones
1. «Intro» - 1:32
2. «Journey to the unknown» - 3:55
3. «The truth» - 4:51
4. «Fire against the ice» - 4:00
5. «Behind the stars» - 3:35

## Miembros
- Kimmo Perämäki - Voces
- J-P Alanen - Guitarra principal
- Tapani Kangas - Guitarra rítmica
- Jere Luokkamäki - Batería
- Juha Mäenpää - Teclado
- Ari Katajamäki - Bajo

## Compositores
- Jere Luokkamäki
- Tapani Kangas